# Phạm Đông Hồng
Phạm Đông Hồng (12 tháng 12 năm 1955 – 15 tháng 9 năm 2018) là một cố nhà làm phim kiêm doanh nhân người Việt Nam. Ông chuyên làm phim hài dân gian phát trong Tết Nguyên Đán hàng năm kể từ năm 2004.

## Tiểu sử
Phạm Đông Hồng sinh ra trong một gia đình làm văn hóa nghệ thuật: Bố là Đạo diễn, Giám đốc sở văn hóa thông tin tỉnh Quảng Ninh. Mẹ làm giám đốc thư viện tỉnh Quảng Ninh.
Năm 1980 tốt nghiệp Đại học SKDA.
Năm 1990 đi tu nghiệp Đạo diễn tại: Nga, Đức, Mỹ.
Năm 2004 Phạm Đông Hồng làm phim hài tết đầu tiên "Râu quặp".
Ông từng làm nghề đạo diễn và là Chủ tịch Hội đồng quản trị của Công ty Cổ Phần Nghe nhìn Thăng Long.
Ngày 15 tháng 9 năm 2018, ông qua đời vì đột quỵ.

## Phim ảnh

### Phim điện ảnh và tiểu phẩm hài
- Râu quặp (Diễn viên: Xuân Bắc, Hán Văn Tình, Quốc Anh, Minh Hằng...)[5]
- Thầy rởm (Diễn viên: Xuân Hinh, Quốc Anh, Công Lý, Hồng Vân,...)
- Lên voi (DV: Xuân Hinh, Quốc Anh, Quang Thắng, Kim Oanh, Minh Hằng)
- Tửu sắc (DV: Quốc Anh, Quang Thắng, Hồ Liên, Bình Trọng)
- Tiền ơi (DV: Xuân Bắc, Vân Dung, Chí Trung, Quốc Anh, Hán Văn Tình, Thúy Nga,...)
- Lý Toét xử kiện (DV: Xuân Hinh, Hồng Vân)
- Người ngựa, ngựa người (DV: Xuân Hinh, Thanh Thanh Hiền)
- Trẻ con không ăn thịt chó (Diễn viên: Hoài Linh, Hồng Vân,...)
- Siêu nịnh (Diễn viên: Công Lý , Vân Dung, Quốc Anh, Hán Văn Tình,...)
- Kẻ cắp gặp bà già (Diễn viên: Hồng Vân, Thái Hòa...)
- Một ngày ở trần gian (Xuân Hinh, Hoài Linh, Tiến Đạt, Công Lý,...)
- Bu thằng Bời (DV: Vân Dung, Hiệp gà...)
- Ăn vạ (DV: Quang Thắng, Xuân Hinh, Hoài Linh, Quốc Anh...)
- Chiếc gương của giời (DV: Xuân Hinh, Hồng Vân...)[6]
- Cổ tích thời @ (DV: Lan Phương, Công Lý, Nhật Cường...)
- Cụ tổ hiển linh (DV: Văn Hiệp, Phạm Bằng, Công Lý, Nhật Cường, Quốc Thuận...)[6]
- Không hề biết giận (Diễn viên: Xuân Bắc, Tự Long, Công Lý, Ngọc Anh)[6]
- Cả Ngố (Diễn viên: Xuân Bắc, Tự Long, Hiệp gà, Ngọc Khuê...)
- Giấc mơ của Chí Phèo (DV: Trung Hiếu, Thúy Nga, Quốc Anh, Công Lý)
- Quan trường, trường quan (DV: Xuân Bắc, Tự Long, Trung Hiếu...)[7][8]
- Chôn nhời (5 phần) (DV: Quang Thắng, Kim Oanh, Quốc Anh, Phạm Bằng, Minh Hằng...)[7][8][9]
- Trở lại (DV: Trung Hiếu, DJ Trang moon, Tiến Đạt, Giang Còi...)[8]
- Bờm (DV: Bùi Bài Bình, Đỗ Duy Nam, Quang Tèo, Trung Dân, Trang Cherry...)[9]
- Enter (DV: Tường Vi, Chí Trung, Hiệp gà, Công Lý, Tiến Đạt...)[9]
- Họ Lý tên Thông (DV: Trung Hiếu,Thành Trung, Quỳnh Kool, Tiến Đạt...)

### Album ca nhạc
- Nhớ mãi khôn nguôi (NSND Thúy Hường)
- Xuân Hinh với văn ca thánh mẫu (Xuân Hinh)
- Triệu triệu bông hồng (Ái Vân)
- 40 năm Quang Thọ (NSND Quang Thọ)
- Tình ca vang mãi (Ca sĩ Anh Thơ, Lan Anh, Trọng Tấn, Đăng Dương...)
- Đồng Đội (Ca sĩ Trọng Tấn)
- Chuyện tình Kinh Bắc (Ca sĩ Trọng Tấn)
- Sông Đợi (Ca sĩ Tân Nhàn, Tuấn Anh)
- Chiều nắng (Ca sĩ Tân Nhàn, Tuấn Anh)
- Em yêu anh như câu hò ví dặm (Ca sĩ Anh Thơ)
- Một dòng nghiêng soi (Ca sĩ Anh Thơ)
- Chút tình em gửi (Ca sĩ Phạm Phương Thảo)
- Tình trong câu hát (Ca sĩ Phạm Phương Thảo)

## Giải thưởng
- Huân chương Chiến Sĩ Vẻ Vang Hạng Nhất
- Huy chương Chiến Sĩ Vẻ Vang Hạng Ba